# Ronde van Spanje 1955
De 10e editie van de Ronde van Spanje ging op 23 april 1955 van start in Bilbao, in het noorden van Spanje. Na 2740 kilometer en 15 etappes werd op 8 mei ook weer in Bilbao gefinisht. De ronde werd gewonnen door de Fransman Jean Dotto. 

## Eindklassement
Jean Dotto werd winnaar van het eindklassement van de Ronde van Spanje van 1955 met een voorsprong van 3 minuten en 6 seconden op Antonio Jiménez Quilez. In de top tien eindigden zes Spanjaarden. De beste Belg was Arsene Bauwens met een 17e plek in het eindklassement.
| Rang | Renner                 | Land      | Tijd       |
| ---- | ---------------------- | --------- | ---------- |
| 1    | Jean Dotto             | Frankrijk | 81u 04'02" |
| 2    | Antonio Jiménez Quilez | Spanje    | + 3'06"    |
| 3    | Raphaël Geminiani      | Frankrijk | + 5'05"    |
| 4    | Jesús Loroño           | Spanje    | + 5'52"    |
| 5    | Vicente Iturat         | Spanje    | + 6'24"    |
| 6    | Gabriel Company        | Spanje    | + 6'30"    |
| 7    | José Serra Gil         | Spanje    | + 7'31"    |
| 8    | Giuseppe Buratti       | Italië    | + 8'42"    |
| 9    | Cosme Barrutia         | Spanje    | + 9'37"    |
| 10   | Georges Gay            | Frankrijk | + 9'44"    |

## Etappe-overzicht
| Etappe | Van - naar             | Km       | Etappewinnaar    | Klassementsleider |
| ------ | ---------------------- | -------- | ---------------- | ----------------- |
| 1      | Bilbao - San Sebastián | 240      | Gilbert Bauvin   | Gilbert Bauvin    |
| 2      | San Sebastián - Bayona | 211      | Gilbert Bauvin   | Gilbert Bauvin    |
| 3      | Bayona - Pamplona      | 157      | Antonio Gelabert | Jesús Loroño      |
| 4      | Pamplona - Zaragoza    | 229      | Jesús Galdeano   | Jesús Loroño      |
| 5      | Zaragoza - Lerida      | 195      | Gabriel Company  | Raphael Geminiani |
| 6      | Lerida - Barcelona     | 230      | Pierino Baffi    | Raphael Geminiani |
| 7      | Barcelona              | 29 (ITT) | Fiorenzo Magni   | Raphael Geminiani |
| 8      | Barcelona - Tortosa    | 213      | Vicente Iturat   | René Marigil      |
| 9      | Tortosa - Valencia     | 190      | Pierino Baffi    | René Marigil      |
| 10     | Valencia - Cuenca      | 222      | Antonio Uliana   | Jean Dotto        |
| 11     | Cuenca - Madrid        | 168      | Donato Piazza    | Jean Dotto        |
| 12     | Madrid                 | 15 (TTT) | Italië A         | Jean Dotto        |
| 13     | Madrid - Valladolid    | 222      | Fiorenzo Magni   | Jean Dotto        |
| 14     | Valladolid - Bilbao    | 308      | Donato Piazza    | Jean Dotto        |
| 15     | Bilbao                 | 147      | Fiorenzo Magni   | Jean Dotto        |